# Oh Seong-Ok
Oh Seong-Ok   (Daejeon, 10 d'octubre de 1972) és una jugadora d'handbol sud-coreana, ja retirada, guanyadora de quatre medalles olímpiques. És la jugadora d'handbol que més medalles olímpiques ha guanyat fins al moment.
Va participar, als 19 anys, en els Jocs Olímpics d'Estiu de 1992 celebrats a Barcelona (Catalunya), on va aconseguir guanyar la medalla d'or en la competició femenina olímpica d'handbol. En els Jocs Olímpics d'Estiu de 1996 realitzats a Atlanta (Estats Units) guanyà la medalla de plata en aquesta mateixa competició al perdre la final davant l'equip danès. Sense medalla en els Jocs Olímpics d'Estiu de 2000 realitzats a Sydney (Austràlia), on finalitzà quarta i aconseguí guanyar un diploma olímpic, en els Jocs Olímpics d'Estiu de 2004 realitzats a Atenes (Grècia) tornà a guanyar la medalla de plata al perdre novament en la final davant l'equip danes, un metall que es transformà en bronze en els Jocs Olímpics d'Estiu de 2008 realitzats a Pequín (República Popular de la Xina).
En el seu palmarès també destaca una medalla d'or en el Campionat del Món d'handbol femení de 1995 i una de bronze al de 2003. Als Jocs Asiàtics guanyà dues medalles d'or, el 1990 i 1994. També guanyà dues medalles d'or al Campionat d'Àsia.
A nivell de clubs jugà al Korean Sport University (1991-1995), HC Chong Kun Dang (1995-1999), Hiroshima Maple Reds (1999-2006), Hypo Niederösterreich (2006-2010), amb el qual va guanyar quatre lligues i quatre copes austríaques i va arribar a la final de la Lliga de Campions el 2008., i a l'Hiroshima Maple Reds (2010). També guanyà sis lligues japoneses i una de coreana.